# Kenwood Estates
Kenwood Estates es un lugar designado por el censo ubicado en el condado de Palm Beach en el estado estadounidense de Florida. En el Censo de 2010 tenía una población de 1.283 habitantes y una densidad poblacional de 2.593,56 personas por km².

## Geografía
Kenwood Estates se encuentra ubicado en las coordenadas 26°37′40″N 80°6′53″O / 26.62778, -80.11472. Según la Oficina del Censo de los Estados Unidos, Kenwood Estates tiene una superficie total de 0.49 km², de la cual 0.49 km² corresponden a tierra firme y (0%) 0 km² es agua.

## Demografía
Según el censo de 2010, había 1.283 personas residiendo en Kenwood Estates. La densidad de población era de 2.593,56 hab./km². De los 1.283 habitantes, Kenwood Estates estaba compuesto por el 62.2% blancos, el 10.83% eran afroamericanos, el 1.01% eran amerindios, el 3.74% eran asiáticos, el 0% eran isleños del Pacífico, el 18% eran de otras razas y el 4.21% pertenecían a dos o más razas. Del total de la población el 62.28% eran hispanos o latinos de cualquier raza.